# 四家秀治
四家 秀治（よつや ひではる、1958年8月18日 - ）は、千葉県松戸市出身のフリーアナウンサー。血液型AB型。海城高等学校、同志社大学工学部卒業。

## 来歴・人物
ラグビーが好きだった父親の影響を受け、千葉県松戸市立小金小学校、東京都中央区立第一中学校（現銀座中学校）、海城高等学校在学中は秩父宮ラグビー場などで、各種大学ラグビーを観戦。大学は、「大学ラグビーの名門で、自分の好きな大学ラグビーチーム」との理由で、以前から憧れていた同志社大学に入学。大学では、体育会機関紙『同志社スポーツ アトム』を通して、ラグビー部の活躍を伝える事に熱中した。
卒業後、RKB毎日放送へ入社。同局のラジオ番組『歌謡曲ヒット情報』、『サンデーポップショット』、『コーク・パーティミュージック』、『RKBエキサイトナイター』などを担当。1988年から1989年には、TBSグループの番組制作会社・TBSビジョン（'88年まで、TBS映画社）に所属し、同社が制作協力するテレビ埼玉の『TVSライオンズアワー』で実況を務めた。
1990年から5年間テレビ東京の契約社員アナウンサーを経て1995年にテレビ東京へ正式に正社員として再就職。主にプロ野球、ラグビー、サッカー、ボウリング、プロボクシング、プロレス、中央競馬といったスポーツ中継の実況を担当していたが、時には各種番組ナレーション（『日本のタクシーが行く』ほか）なども務めることもあった。
2000年には、シドニーオリンピックテレビ中継でジャパンコンソーシアムを通じ、実況を務めた。
2007年7月に報道局へ異動。教養番組である『トコトンハテナ』のプロデューサーを務めた。2008年7月からはスポーツ局に異動。ボウリング実況として活動していた縁により、専門誌の連載コラムを担当していたほか、2011年3月までの間、東京運動記者クラブボウリング分科会代表幹事と、ボウリング評議会理事を務めた。
2011年7月にテレビ東京を退社し、フリーアナウンサーとなる。

## 出演番組
フリー
- tvkプロ野球中継 横浜DeNAベイスターズ熱烈LIVE（tvk。2011年7月より担当）
- ニコニコプロ野球チャンネル（横浜DeNAベイスターズ主催試合）
- HAWKS プロ野球中継（スポーツライブ+。福岡ソフトバンクホークス1軍&2軍主催試合）
- メジャーリーグ中継（J SPORTS。2012年より担当）
- ラグビーシックス・ネイションズ、フランスリーグ「TOP14」中継（WOWOW。2016年より担当）
- 埼玉高校ラグビー選手権決勝・準決勝（テレビ埼玉）
- 全国高等学校野球選手権熊本大会(熊本朝日放送)
- 全国高等学校野球選手権福岡大会(ジェイコム九州)
- パーフェクトボウリング（スカイA）

テレビ東京時代（系列の衛星放送BSジャパンも含む）
- 各種スポーツ中継（ラグビー、サッカー、ボウリング、プロボクシング、ほか）
  - 全力闘球（プロ野球）
  - 土曜競馬中継
  - ウイニング競馬
  - ジャンヌ・ダルクへの道〜格闘美宣言〜（BSジャパン。2002年4月から、MC担当）
- 中継王!
- 激生!スポーツTODAY
- サッカーTVワイド（BSジャパン）
- ちむどんどん（NHK、2022年）― レストラン受付役

RKB時代
- RKBエキサイトナイター
- 歌謡曲ヒット情報[1]
- サンデーポップショット[1]
- コーク・パーティミュージック

TBSビジョン在籍時
- TVSライオンズアワー

## 制作番組
- トコトンハテナ（テレビ東京報道局在籍当時。プロデューサー）

## 雑誌連載
- 四家秀治のボウリングLOVE（ボウリング・マガジン。2008年8月号から2010年8月号まで連載）
- 四家秀治の「ナイス!ピンアクション」（全国ボウリング公認競技場協議会「全公共たより」。2011年6月1日号より連載。ウェブページとしても掲載）